# Igrita
Igrita, Agrita ou Iguruta (em icuerré: Igwuruta) é uma cidade do estado de Rios, na área de Icuerré, na Nigéria. Em 2016, havia 20 620 habitantes.